# Pfauen-Lippfisch
Der Pfauen-Lippfisch (Symphodus tinca; engl. East Atlantic peacock wrasse) ist ein im Mittelmeer und angrenzenden Schwarzen Meer vorkommender Vertreter der Gattung Symphodus innerhalb der Familie der Lippfische (Labridae). Dabei handelt es sich bei S. tinca um den größten Vertreter dieser Gattung im Mittelmeer. Sein primäres Habitat bilden felsige Küstenregionen (Litoral), in welchen auch die Reproduktion, inklusive Verpaarung stattfindet. Außerdem lassen sich dort zahlreiche benthische Wirbellose finden, welche die Hauptnahrungsquelle von S. tinca darstellen. Darüber hinaus zeichnet sich der Pfauen-Lippfisch unter anderem durch einen Sexualdimorphismus aus, der sich vor allem in dessen Färbung widerspiegelt.

## Allgemeines
Der Pfauen-Lippfisch wurde im Jahre 1758 erstmals vom schwedischen Naturwissenschaftler Carl von Linné („Linnaeus“) unter dem Namen Labrus tinca beschrieben. Im Laufe der Jahre wurden jedoch auch andere Synonyme verwendet, wie, Labrus lapina Forsskål, 1775, Lutjanus lapina (Forsskål, 1775) und Labrus polychrous Pallas, 1814.

## Anatomie und Aussehen

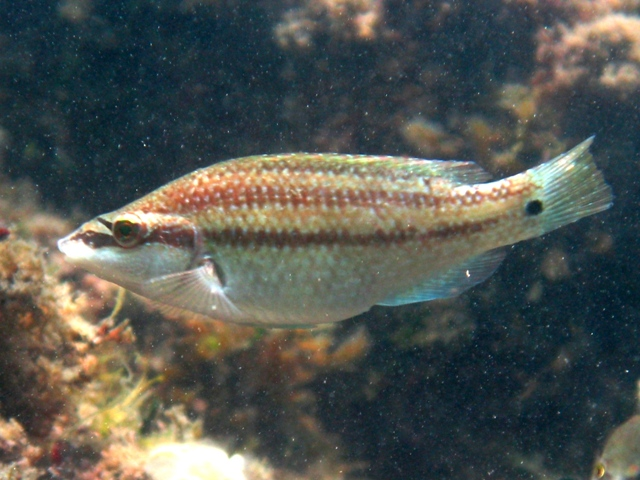
Symphodus tinca Weibchen

Bei S. tinca handelt es sich um die größte Art der Gattung Symphodus im Mittelmeer. Die Männchen besitzen dabei eine größere mittlere Gesamtkörperlänge als die Weibchen. Wie bei allen Lippfischen, ist auch deren Maul durch sog. „Lippen“ gekennzeichnet, welche bei S. tinca spitz, wulstartig und stark ausgeprägt sind. Der Körper ist länglich oval und seitlich abgeflacht. Der Kopf ist länger als die Körperhöhe. Des Weiteren weist S. tinca eine sehr lange Rückenflosse (Dorsalis) auf, die sich fast bis zur Schwanzflosse (Caudalis) erstreckt. Wie bei vielen anderen Arten innerhalb der Familie der Lippfische, ist auch beim Pfauen-Lippfisch ein ausgeprägter Sexualdimorphismus hinsichtlich der Färbung zu erkennen. Während Weibchen gräulich bis grünlich bzw. olivfarben sind und zwei bis drei longitudinale dunkelbraune Streifen besitzen, zeichnen sich Männchen, vor allem während der Laichzeit, durch ein farbenprächtiges Erscheinungsbild aus. Nachdem sie eine Übergangsfärbung als Jungfische durchlaufen, in der sie einheitlich beige gefärbt sind und der Fleck am Schwanzstiel meist fehlt bzw. der Schwanz allmählich komplett dunkel gefärbt wird, erreichen die S. tinca Männchen ihre endgültige Färbung, welche durch auffallend leuchtend gelbe Farben und zahlreichen roten Punkten, die meist zu zwei bis drei longitudinalen Streifen angeordnet sind, geprägt ist. Außerdem lassen sich sehr viele blaue Punkte, insbesondere auf den Flossen, wiederfinden. Eine annähernd schwarze Stirnbinde und je ein dunkler Fleck an der Basis der Schwanzflosse (Caudalis) und knapp über der Brustflosse (Pectoralis) kommen bei beiden Geschlechtern zum Vorschein.
Aufgrund der homogenen Beigefärbung als Jungtier, kann der Pfauen-Lippfisch gegebenenfalls mit dem Grauen Lippfisch (S. cinereus) verwechselt werden. Als Adulttier bleibt der Graue Lippfisch allerdings viel kleiner, weist eine nicht so bunte Färbung auf und besitzt anders als der Pfauen-Lippfisch einen dunklen Fleck an der Basis der Rückenflosse (Dorsalis).
Labriden, so auch der Pfauen-Lippfisch, zeichnen sich durch ihre labriforme Schwimmweise aus, in der die Brustflossen (Pectoralia) das Hauptantriebsorgan bilden. Hierbei schlagen S. tinca diese gleichzeitig hin und her und verwenden die Schwanzflosse (Caudalis), außer wenn Gefahr droht und Flucht ergriffen werden muss, lediglich zum Steuern.

## Lebensraum und Vorkommen
S. tinca tritt im gesamten Mittelmeer, im angrenzenden Schwarzen Meer und im Ostatlantik von Nordspanien bis Marokko auf. Im Mittelmeer ist der Pfauen-Lippfisch eine der häufigsten Lippfischarten. Dabei bevorzugt diese Spezies vor allem felsige Küsten (Litoral). Primäres Habitat sind Gebiete mit großen Felsbrocken. Des Weiteren kommt er in salzhaltigen Lagunen und in Seegraswiesen (Posidonia-Wiesen) vor. S. tinca ist sowohl im Flachwasser, als auch in großen Tiefen bis zu 80 Meter anzutreffen. Am häufigsten trifft man auf den Pfauen-Lippfisch jedoch in einer Tiefe von drei bis zwölf Metern.

## Ernährung
S. tinca ernähren sich omnivor. Ihr Hauptnahrungsbestandteil sind benthische Wirbellose. Darunter fallen Seeigel (Echinoidea), Schlangensterne (Ophiuroidea), Muscheln (Bivalvia), Polychaeten und Krebstiere (Crustacea), sowie Garnelen und vor allem Ruderfußkrebse (Copepoda). Bei S. tinca handelt es sich um einen Räuber, der als Lauerjäger handelt oder er kaut den Sand nach Fressbarem durch und spuckt die ungenießbaren Teile wieder aus.
Betrachtet man den Erfolg in der Nahrungssuche, spielt die Körpergröße eine starke Rolle. Wenn Fische wachsen, tendieren sie dazu, ihre Bandbreite an Beute zu erweitern, z. B. größere Beute zu fangen und einzunehmen. Dieses Phänomen ist auf die zunehmende ontogenetische Entwicklung des Mundes, der Sehschärfe, des digestiven Aufnahmevermögens (Verdauung) und eine verbesserte Schwimmleistung zurückzuführen. Daher bestimmen morphologische Charakteristika, wie die Größe und Form des Mundes und die Körpergröße, welche Art von Beute konsumiert wird bzw. werden kann. Die meist um die 25 cm betragende Gesamtkörperlänge der Pfauen-Lippfische und deren Mundform eignen sich besonders zur Aufnahme der oben aufgeführten Beutetiere.

## Fortpflanzung und Aufzucht
Die Weibchen dieser Spezies werden mit zwei Jahren und einer Körperlänge von zehn Zentimetern, die Männchen hingegen mit zwei bis drei Jahren und einer Körperlänge von ungefähr elf Zentimetern geschlechtsreif. Das maximal erreichbare Alter von S. tinca beträgt zwischen 14 und 15 Jahren. Die Reproduktion von S. tinca findet im Frühjahr statt. Die Laichzeit ist sehr regionsspezifisch, sie erstreckt sich allerdings grob von März bis Juni. Zum Beispiel laichen die Weibchen in Italien von April bis Mai, in Frankreich von April bis Juli und in Nordafrika von März bis Juni.
Bei S. tinca handelt es sich um eine ovipare Fortpflanzungsform, wobei das Weibchen bereits befruchtete Eier ablegt. Während alle anderen Arten der Gattung Symphodus ihre Nester selbst bauen, ist dies bei S. tinca nicht der Fall. Vielmehr legen die Weibchen ihre befruchteten Eier auf veralgten Felsblöcken ab. Im Gegensatz zu S. ocellatus und S. roissali, bauen die S. tinca Männchen somit kein aufwendiges Nest. Die Aufgabe des Männchens besteht zum einen darin die Eier zu beschützen und zum anderen das Algennest für eine relativ lange Zeit, im Durchschnitt 31,4 Tage, aufrechtzuerhalten. Dies dauert im Durchschnitt rund 31,4 Tage. Dies findet jedoch nicht in getrennten Zeitabschnitten, wie beispielsweise bei S. ocellatus und S. roissali statt, sondern in unregelmäßigen Intervallen während der gesamten Zeit des Nistens.
Außerdem zeigt sich bei den Pfauen-Lippfischen eine Korrelation zwischen der Größe des Tieres und dem Reproduktionserfolg. Je größer das Männchen, desto erfolgreicher ist die Reproduktion.
Darüber hinaus kann bei dieser Spezies ein protogyner Hermaphrodismus auftreten und es somit gelegentlich zu einem Geschlechtswechsel kommen. Dies ist jedoch eher selten der Fall. So wurden bei Untersuchungen von Warner (1985) bei lediglich zwei Individuen von insgesamt 46 Männchen Zeichen eines Geschlechtswechsels beobachtet.

## Weitere Eigenschaften

### Mauthnersche Zellen
Im Gehirn von S. tinca sind sog. Mauthnersche Zellen lokalisiert. Dabei handelt es sich um Neuronen, welche beim Fluchtreflex eine Rolle spielen. Beim sogenannten C-Start krümmen sich die Fische innerhalb weniger Millisekunden zu einer C-Form, um dann schnellstmöglich vor dem Feind fliehen zu können. Hierbei entscheiden einzig die Mauthnerschen Zellen, ob der Input verschiedener sensorischer Zellen zur Auslösung eines Aktionspotenzials ausreicht und den Muskelzellen signalisiert wird, sich schnell zusammenzuziehen. Beim Pfauen-Lippfisch und bei allen anderen Fischen, die solche Zellen besitzen, befinden sich die Mauthnerschen Zellen an einer spezifischen Stelle in unmittelbarer Nähe der Eintrittsstelle des Nervus vestibularis und lateral vom Fasciculus longitudinalis mediales im Boden des vierten Ventrikels. Je größer der Pfauen-Lippfisch, desto größer sind auch die Mauthnerschen Zellen, von denen auf jeder Hemisphäre immer nur eine vorkommt. Allerdings liegen beide auf der gleichen Querschnittsebene.

### Tätigkeit als Putzerfisch
Neben dem Schwarzschwanz-Lippfisch (S. melanocercus) gibt es im Mittelmeer noch weitere Lippfische, die als Putzerfische „tätig sind“. Hierzu zählt auch der Pfauen-Lippfisch, der allerdings nur als Jungtier Putzerhandlungen ausführt. Unter Putzerhandlungen versteht man den Erwerb von Nahrung durch das Putzen anderer Fischarten. Fische, die geputzt werden wollen, um so ihre Hautparasiten loszuwerden, werden als Kunden bezeichnet. Jene Kunden stellen sich kopfunter oder -über senkrecht ins Wasser und positionieren ihre Flossen und Kiemen so, dass der Putzerfisch, z. B. S. tinca, die Hautparasiten in den Flossenfalten und den Kiemenhöhlen beseitigen kann. Gelegentlich öffnen die Kunden hierfür auch ihr Maul.
Neben S. tinca und S. melanocercus sind auch weitere Mittelmeer-Lippfische als Putzer aktiv, wie z. B. der Meerpfau (Thalassoma pavo) oder der Meerjunker (Coris julis). S. tinca ist nicht nur selbst Putzer, diese Spezies handelt auch oft als „Kunde“. Insbesondere Adulttiere lassen sich von einem anderen Putzerlippfisch, meist von S. melanocercus Jungtieren, marine Asseln entfernen.

### Schlaf
Der Schlaf des tagaktiven Pfauen-Lippfisches zeichnet sich dadurch aus, dass er zu Nachtzeiten bewegungslos auf der Seite liegt und im Wasser treibt. Auch helles Scheinwerferlicht, etwa durch Boote oder Taucher, bringen ihn nur sehr gemächlich zum Aufwachen. Somit ist er insbesondere während dieser Schlafphase durch potentielle Prädatoren gefährdet.
Aufgrund der oft fehlenden Augenlider von Fischen wird „menschliches“ Schlafen in der Fischwelt nur selten wahrgenommen. Allerdings steht fest, dass bei Fischen, z. B. S. tinca, während der Ruhephasen die Frequenz der Kiemendeckelbewegung deutlich vermindert wird.

## Bedeutung

### Fischerei
Man könnte davon ausgehen, dass sie sich auch aufgrund ihrer „geselligen“ und „gleichgültigen“ Art leicht als Beute eignen und auf dem Fischmarkt weit verbreitet sind. Doch dem ist nicht so. Bei S. tinca handelt es sich um einen untergeordneten Speisefisch, der zu den Edelfischen gezählt wird und bei einem Fang lediglich von lokalen Fischereien mitunter verkauft wird. Die geringe Fangrate hat eventuell auch damit zu tun, dass er sich vor allem in Küstenregionen (Litoral) aufhält und somit für Fischer nicht leicht zugänglich ist.

### Aquarienhaltung
Ein weiterer zu betrachtender Aspekt ist die Haltung von S. tinca in Aquarien. Generell lässt sich festhalten, dass kleinere bis mittelgroße Lippfischarten, auch der Gattung Symphodus, durchaus in Aquarien privat gehalten werden können, insofern die Maße des Aquariums den anerkannten Normen entsprechen. Da Lippfische jedoch von Natur aus zu den Dauerschwimmern zählen und somit mehr Platz benötigen, sollte ihnen ein möglichst großes Aquarium zur Verfügung gestellt werden. Ist dies nicht der Fall, könnten sich Stereotypien, wie z. B. wiederholtes Auf- und Abschwimmen an den Aquarienwänden, entwickeln. Da es sich bei S. tinca allerdings um den größten Vertreter der Labriden im Mittelmeer handelt, kann speziell der Aquarienhaltung von adulten Pfauen-Lippfischen durchaus kritisch begegnet werden und sie dementsprechend als ungeeignet angesehen werden.

## Bedrohungen
Für S. tinca gibt es keine augenscheinlichen großen Bedrohungen, wodurch deren Population relativ stabil bleibt. Somit steht der Pfauen-Lippfisch nicht auf der roten Liste der gefährdeten Arten.
Erhebungen zufolge, soll S. tinca jedoch von manchen Parasitenarten befallen sein. Bekannte Vorfälle wurden allerdings nur an der tunesischen Küste beschrieben. Dabei wurden zum einen etliche Parasiten in den Kiemenbögen der untersuchten Pfauen-Lippfische festgestellt. Hierbei handelte es sich um weiße Plasmodien einer Myxosporen-Art, welche zur Gruppe der Henneguya tunisiensis n. sp. gehört. Zum anderen wurden Parasiten entdeckt, welche die Leber befallen. Dabei handelte es sich z. B. um Microgemma tincae n. sp. Insbesondere bei juvenilen und kleineren Tieren zeigte sich ein starker Microsporidien-Befall.